# Société d'éditions générales
Pour les articles homonymes, voir SEG.
La Société d'éditions générales (SEG) est un éditeur de petit format dont le siège social était au 22 rue Bergère à Paris 9e, comme la SFPI. Elle publia des PF de 1953 à 1969.

## Liste des revues
(Entre parenthèses, le nombre de numéros par revue)
- À travers le monde (21)
- Les Loups (20)
- Les Loups Spécial (4)
- Le Trident (15)
- Okay puis Okay Kid (45)
- Sans Peur (114)
- Sonic (20)
- Super Smash (31)
- Yphon (50)
- Yphon Spécial (4)